# Lữ đoàn Cơ giới 4 Úc
Lữ đoàn Cơ giới 4 được quân đội Úc hình thành trong thế chiến thứ hai. Tháng 3 năm 1942, lữ đoàn chuyển thành Lữ đoàn Kỵ binh 1 Úc; và vào tháng 5 năm 1942, một lần nữa lữ đoàn chuyển thành Lữ đoàn Xe tăng 3 Úc. Về sau lữ đoàn lại chuyển vào biên chế của Sư đoàn Cơ giới 1 Úc mới hình thành và chưa một lần nào tham chiến.

## Đơn vị
Trung đoàn Thiết giáp 3
Trung đoàn Cơ giới 6
Trung đoàn Cơ giới 7
Trung đoàn Cơ giới 14